# ブルッヘ歴史地区
「ブルッヘ歴史地区」は、ベルギーの古都ブルッヘ（ブリュージュ、ブルージュ）の中心市街のユネスコ世界遺産としての登録名である（ID996）。対象区域内には、他の2つの世界遺産（「フランドル地方のベギン会修道院群のブルッヘのベギン会修道院（ID855-012）」「ベルギーとフランスの鐘楼群（ID943）」）に登録されているブルッヘの鐘楼と 市庁舎（943-004）も包含している。
登録名の日本語訳は、町のフランス語名に基づいて「ブリュージュ（の）歴史地区」、慣例的な呼称に基づいて「ブルージュ（の）歴史地区」などとされることもある。

## 概要
ブルッヘは中世には一大貿易拠点として繁栄した。その後、経済上の重要性を失って衰退したことで、かえってヘントなどに比べて中世の面影を残す町並みが多く残っている。市街の随所に幅の狭い運河が通じ、赤煉瓦の家屋の並ぶ美しい町並みは「天井のない美術館」とも称され、スウェーデンの首都ストックホルム同様に「北のヴェネツィア」の異称もある。
中世以来の町並みの中には、ヨーロッパで最も高い煉瓦建築物である122メートルの尖塔を抱える聖母教会（ノートルダム教会）が含まれており、市街の外れには風車と中世以来の城門も見られる。こうした町並みの美しさが、世界遺産の登録に当たっては評価された。
ブルッヘは47の鐘からなるブルッヘの鐘楼（ID943-004）でも有名である（世界遺産「ベルギーとフランスの鐘楼群」に含まれている）。市はいまなお定期的な無料の「コンサート」のために専門のカリヨン（組鐘）演奏者を雇っている。
同時にブルッヘは、その歴史的町並みのなかで優れた芸術を育んできた。初期フランドル派のハンス・メムリンクなどはブリュッヘで活躍した画家として有名である。このメムリンクやヤン・ファン・エイクの作品はメムリンク美術館をはじめとする市内の美術館に収蔵されている。世界遺産の登録に当たっては、こうした芸術を育んだ歴史性も評価された。

## 主な歴史的建造物
救世主大聖堂
13世紀に建造されたブルッヘで最も古い教会
聖血礼拝堂
ロマネスク期に建造され、ゴシック期に改修されたバシリカ式教会堂。名前は、第1回十字軍の際にフランドル伯が持ち帰った聖血（キリストの血）にまつわる聖遺物にちなんでいるという。
聖母教会（ノートルダム教会）
ミケランジェロ作の聖母子像が保管されているほか、シャルル突進公とその娘マリーの棺が安置されている。
市庁舎
14～15世紀にかけて建てられた、ゴシック様式の建築物。
グルーニング美術館
もとは領主の邸宅のひとつであった。ファン・エイク、メムリンク、ブリューゲルらの作品が収められている。
聖ヨハネ病院
12世紀に創建された病院。現在は美術館。
ベギン会修道院
世界遺産「フランドル地方のベギン会修道院群」の構成要素（ID855-012）。

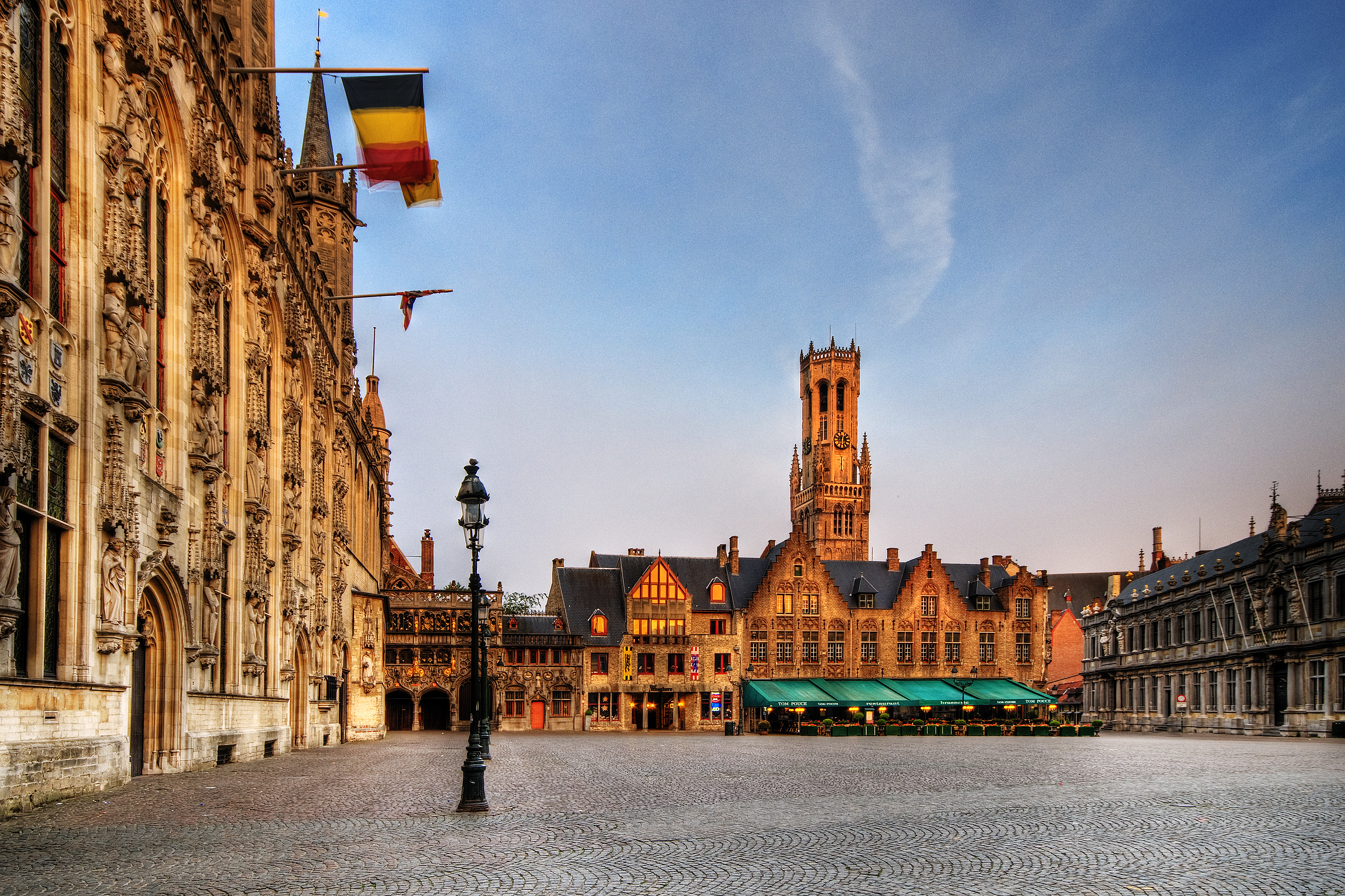
鐘楼とマルクト（広場）
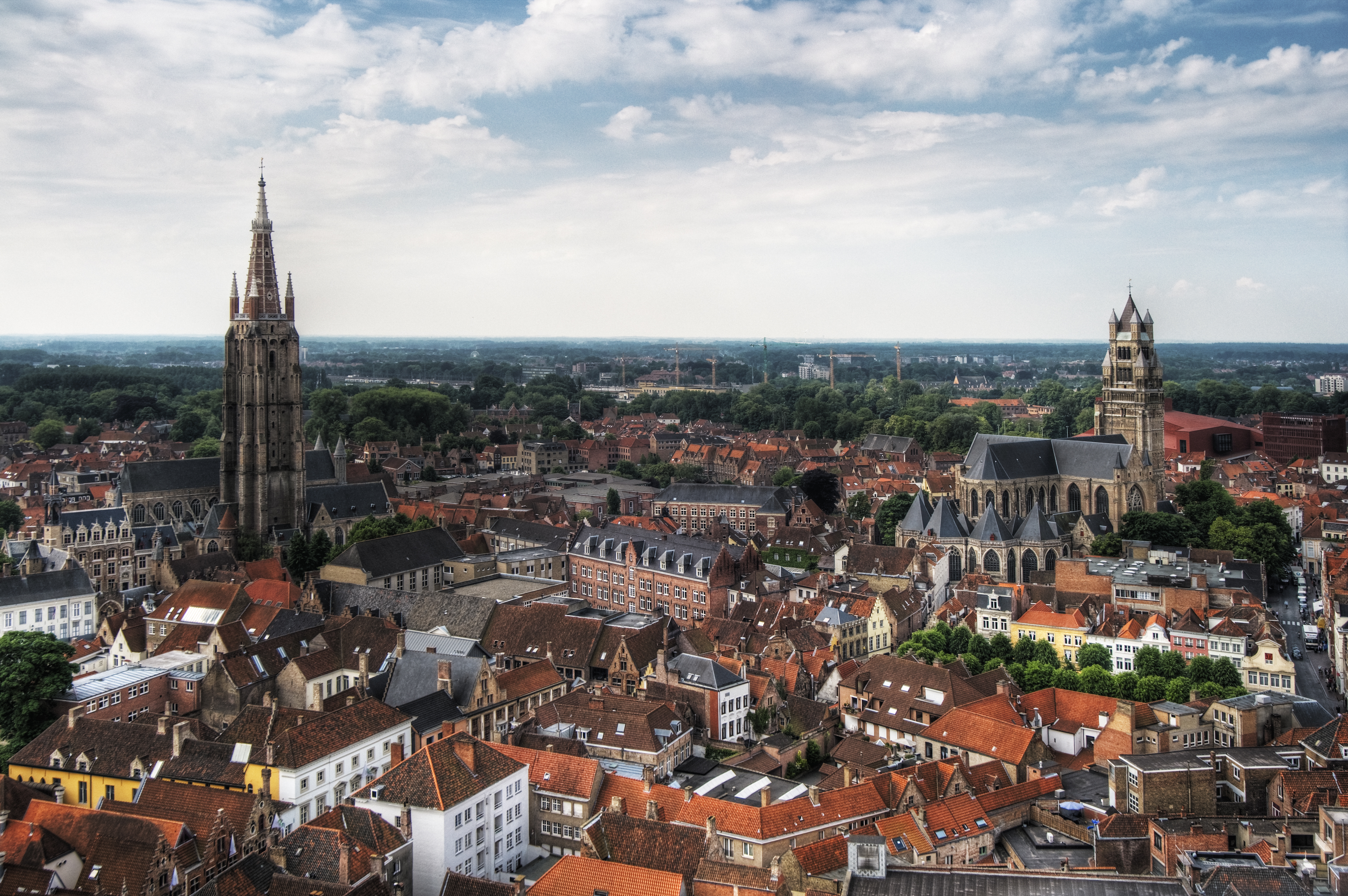
鐘楼からの景色
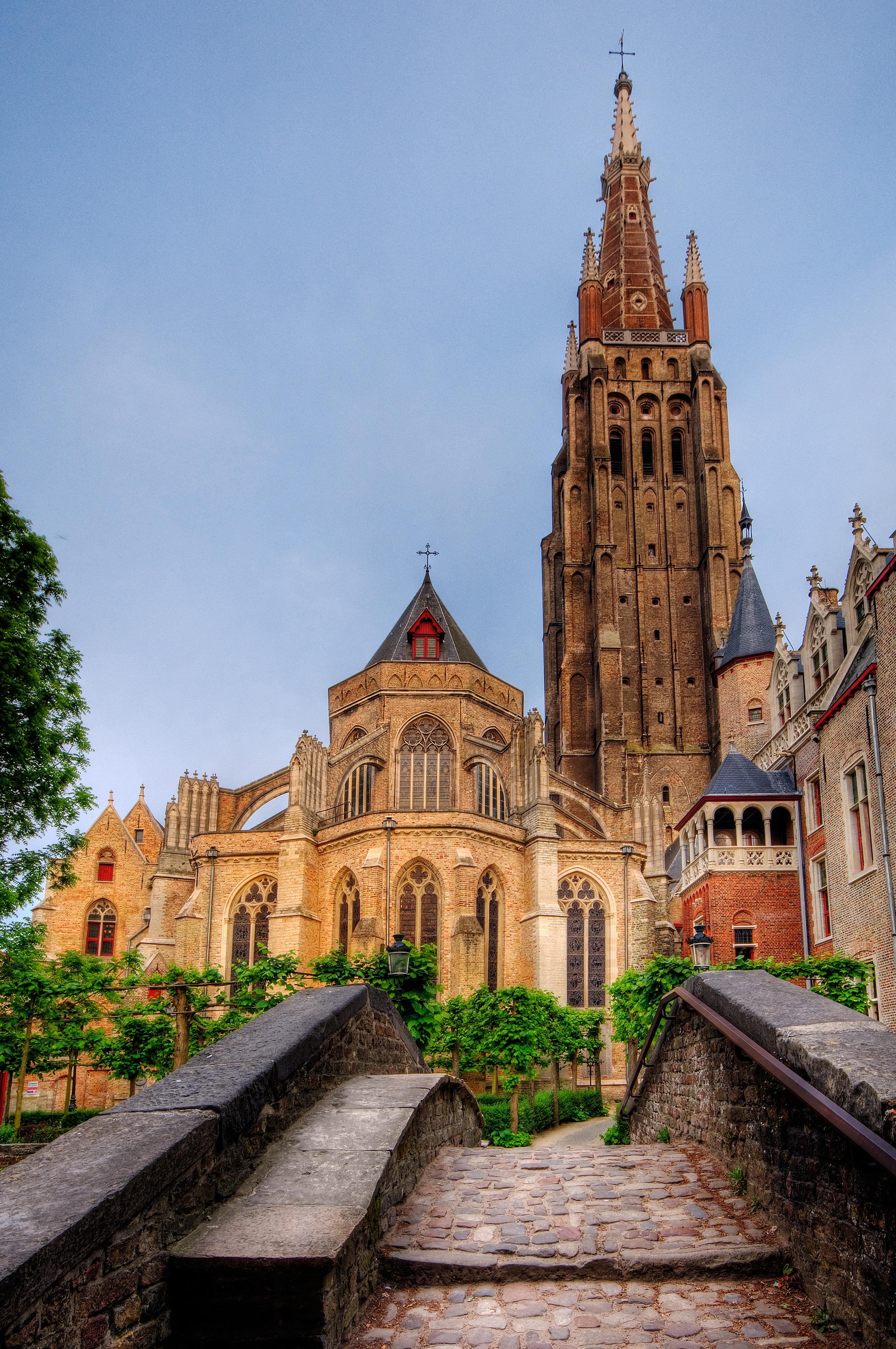
聖母教会
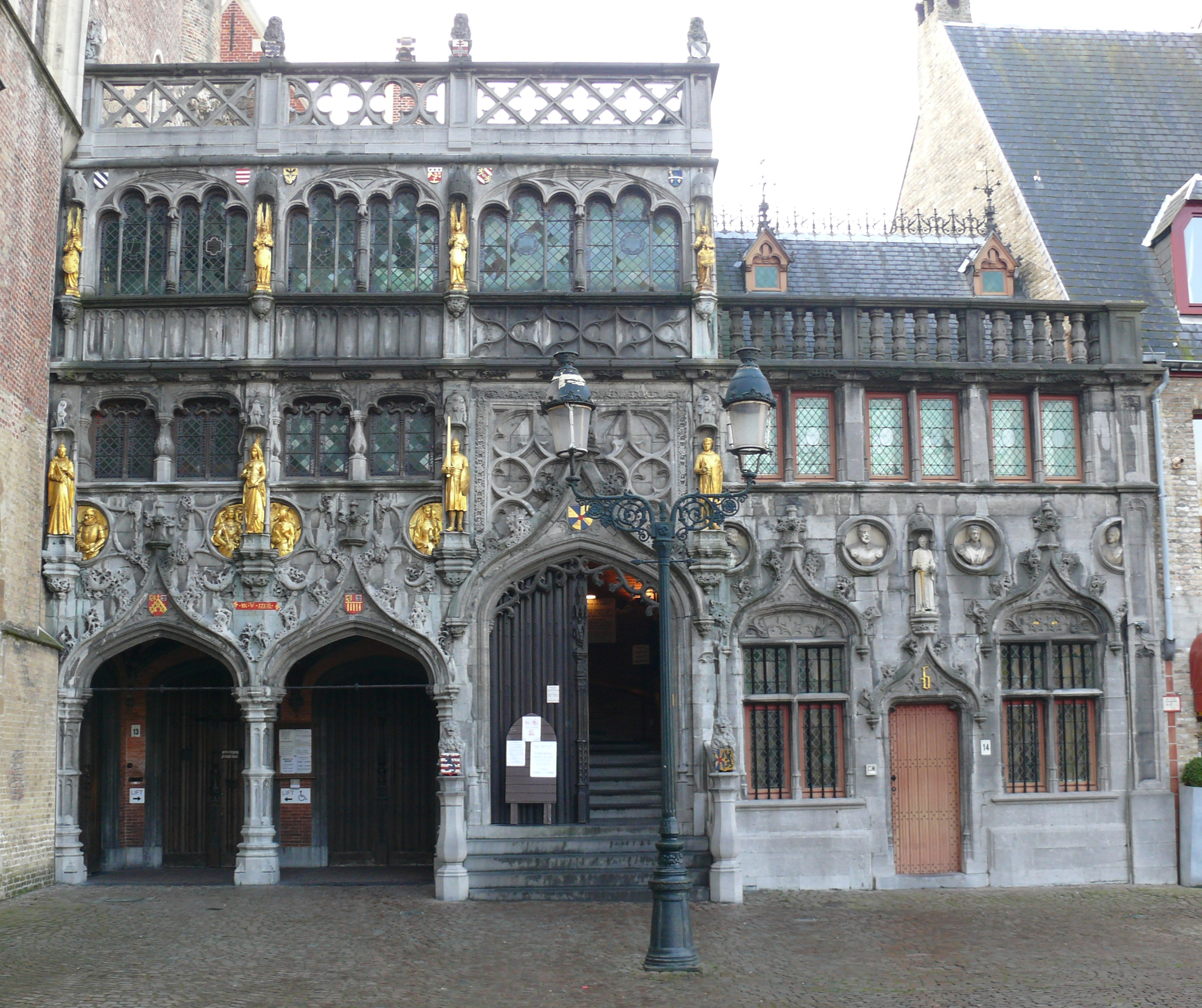
聖地礼拝堂
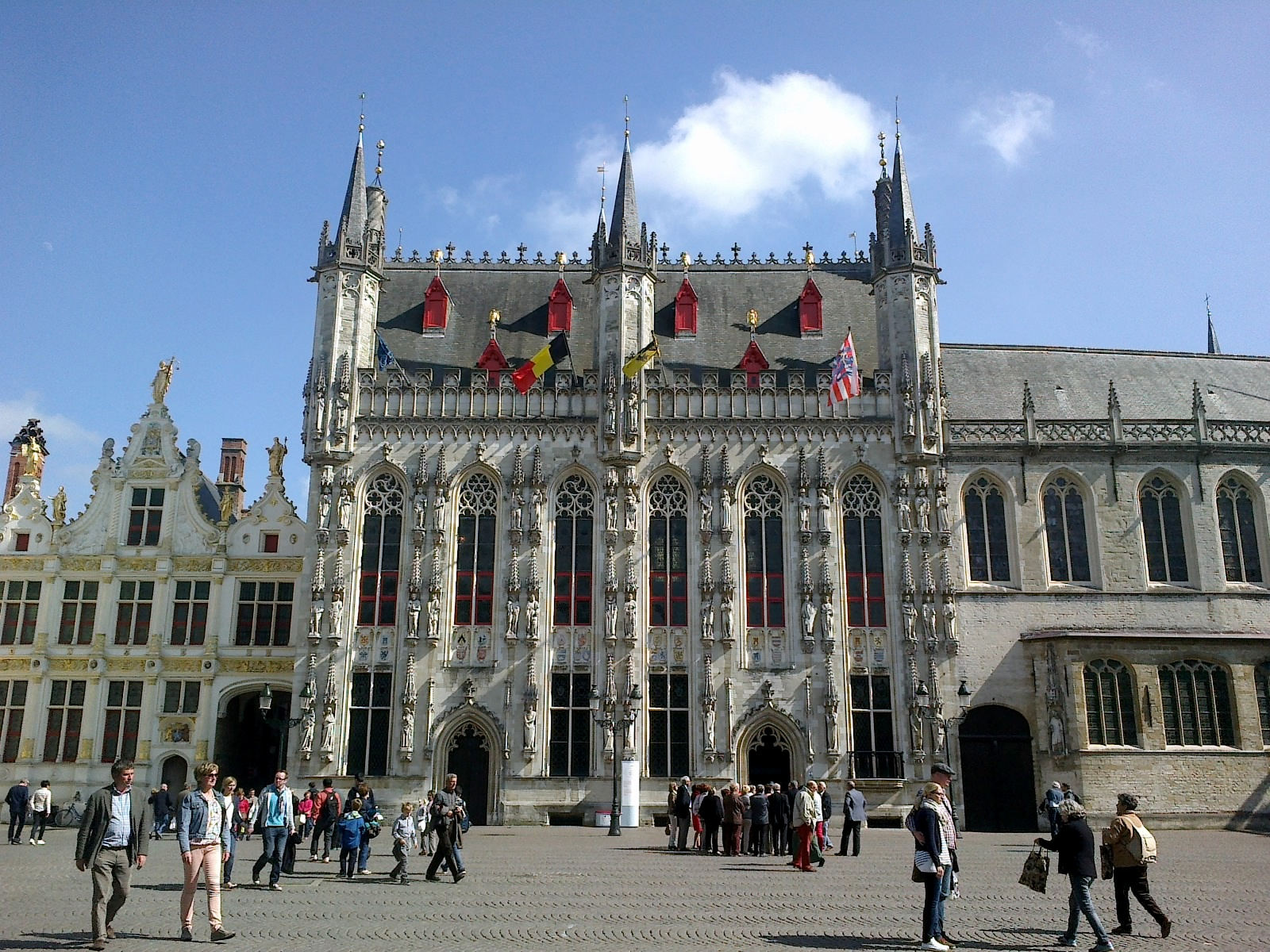
市庁舎
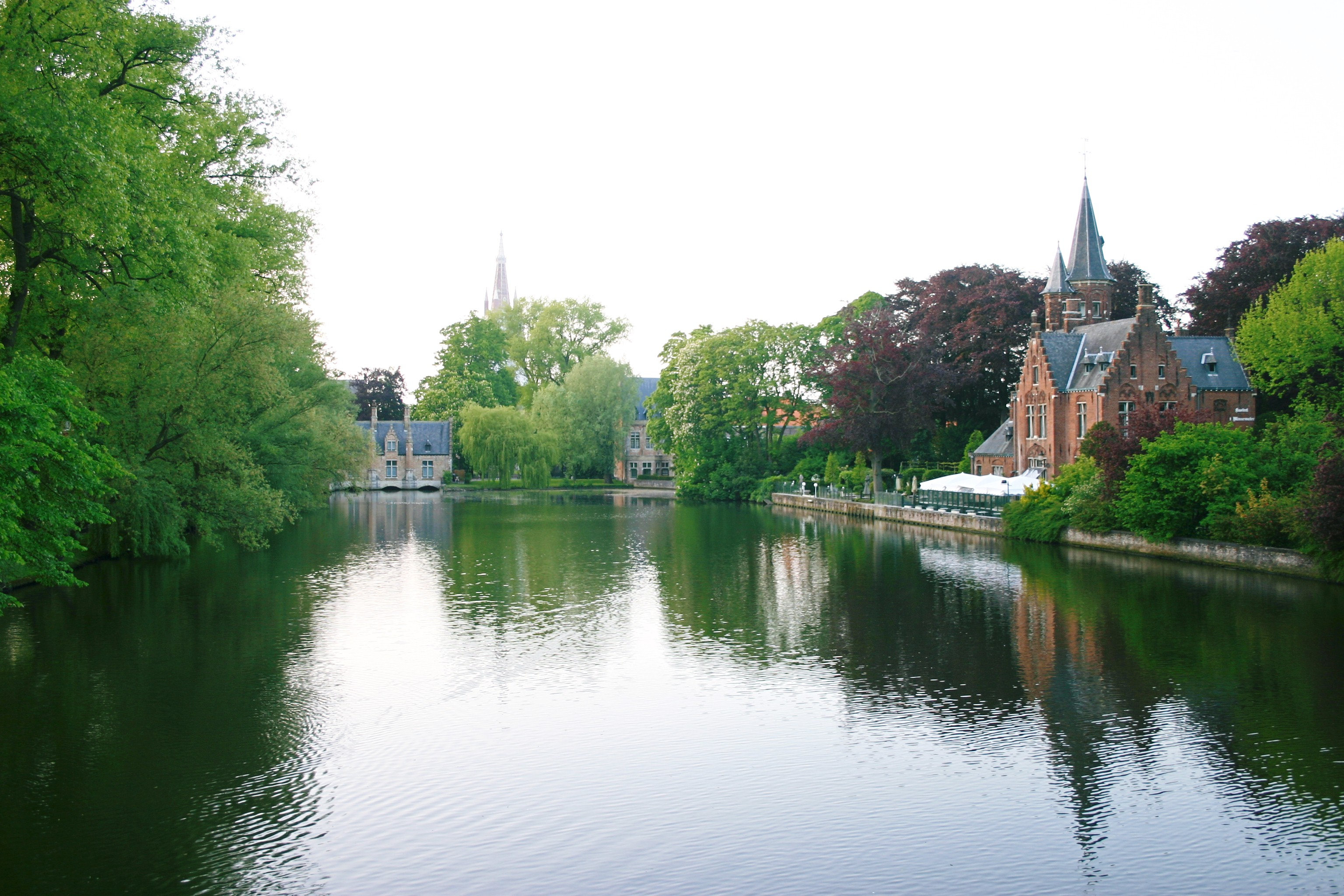
愛の池
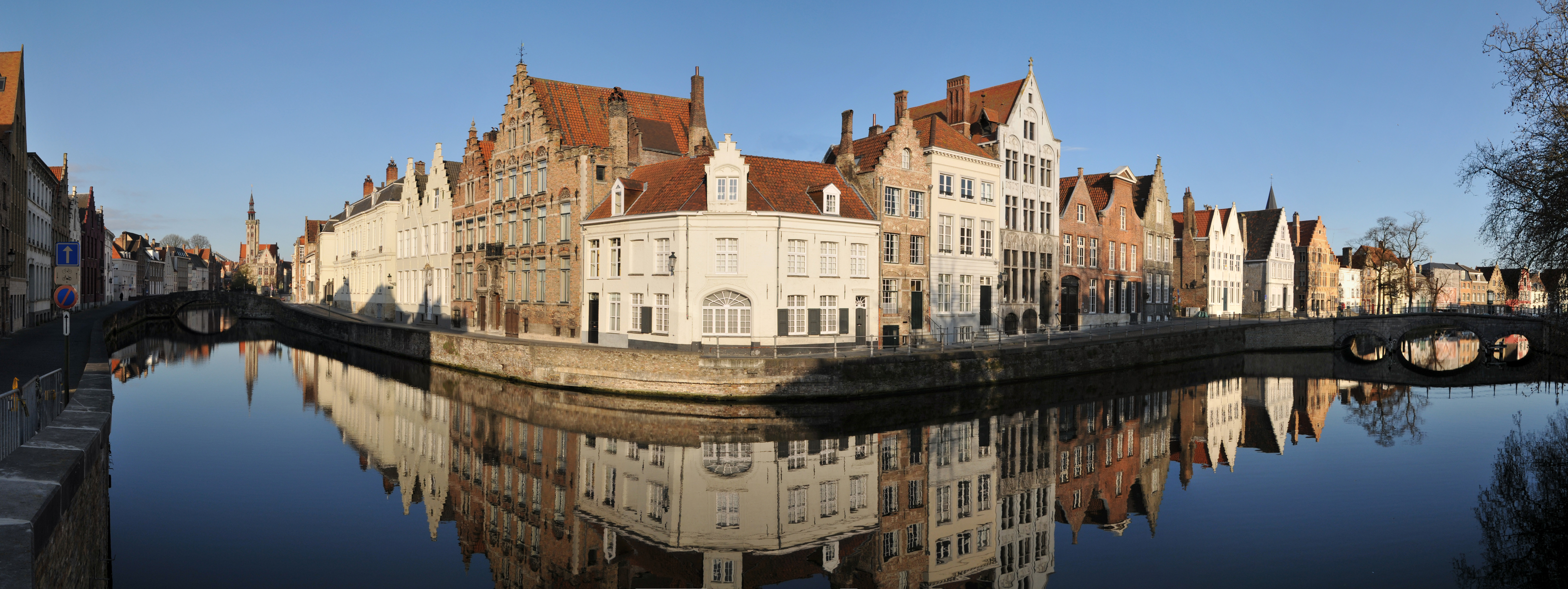
ブルッヘの運河

## 登録基準
この世界遺産は世界遺産登録基準のうち、以下の条件を満たし、登録された（以下の基準は世界遺産センター公表の登録基準からの翻訳、引用である）。
- (2) ある期間を通じてまたはある文化圏において、建築、技術、記念碑的芸術、都市計画、景観デザインの発展に関し、人類の価値の重要な交流を示すもの。
- (4) 人類の歴史上重要な時代を例証する建築様式、建築物群、技術の集積または景観の優れた例。
- (6) 顕著で普遍的な意義を有する出来事、現存する伝統、思想、信仰または芸術的、文学的作品と直接にまたは明白に関連するもの（この基準は他の基準と組み合わせて用いるのが望ましいと世界遺産委員会は考えている）。